# The Fantastic Plastic Machine
『The Fantastic Plastic Machine』（ザ・ファンタスティック・プラスチック・マシーン）は、Fantastic Plastic Machineの1作目のアルバムである。

## 収録曲
1. Bon Voyage
2. L'aventure Fantastique
3. Steppin' Out
  - ジョー・ジャクソンのカバー。元々はロック音楽であるが、アレンジしてボサノヴァのようになっている。オリジナルはジョー・ジャクソンの1989年のアルバム「Night & Day」に収録されている。
4. Bachelor Pad (F.P.M. Edit)
  - 007シリーズのパロディー映画であるアメリカのオースティン・パワーズシリーズの第２作目、「オースティン・パワーズ：デラックス」(Austin Powers: The Spy Who Shagged Me)にサウンドトラックとして使用された。サウンドトラックとして使用されたバージョンはアルバム「Les Plus」に収録されている。
5. Fantastic Plastic World
  - ボーカルにLaila Franceをフィーチャー。
6. Dear Mr. Salesman
  - ボーカルとしてピチカート・ファイヴの野宮真貴をフィーチャー。ピチカート・ファイヴの殆どの曲は日本語で歌われているが、ここでは英語歌詞に挑戦している。
7. Allen Ginsberg
  - 曲名のアレン・ギンズバーグはアメリカの詩人である。なお、アレン・ギンズバーグはこのアルバムが発売される半年ほど前に亡くなっている。
  - 作曲家・編曲家としても知られるサキソフォン奏者の清水靖晃が参加している。
8. First Class '77
9. Philter (In Viaggio Attraverso L'Australia)
  - イタリアの作曲家であるピエロ・ピッチオーニのカバー。元々は1971年のイタリア映画「Bello, onesto, emigrato Australia sposerebbe compaesana illibata」のために書かれた曲である。
  - トランペットとして、RCサクセションのサポートメンバーであった小林正弘が参加している。
10. Please, Stop!
11. Pure Saudade (Nova Bossa Nova)
  - ボーカルにPat Cerqueiraをフィーチャー。